# 교토

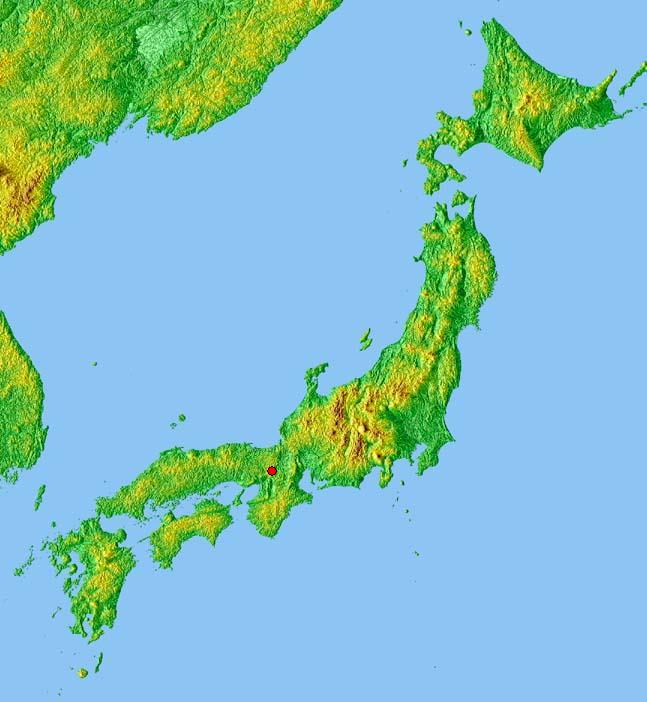
교토의 위치

교토(일본어: 京都)는 일본의 역사적인 도시다. 미야코(일본어: 都), 교(일본어: 京)라고도 불렸다. 794년 일본의 수도로 세운 헤이안쿄(平安京)에 해당하며 오랫동안 일본의 정치와 문화의 중심지였다.

## 명칭

### 교토의 유래
동아시아에서는 역사적으로 천자가 거주하는 수도를 의미하는 보통 명사로 경(京), 경사(京師)를 많이 사용했다. 중국 서진의 세종 사마사(司馬師)의 이름인 사(師)를 피휘한 경도(京都)를 사용했고 이후 경, 경사, 경도 등 명칭을 사용했다.
일본에서는 아스카쿄(飛鳥京)와 구니쿄(恭仁京)를 교토(京都)로 불렀다. 헤이안쿄는 처음부터 교토라고도 불렸지만, 정착된 게 헤이안 시대 후기부터이며 교(京)나 게이시(京師)라는 통칭도 병용하고 있었다. 이후 점차 교노미야코(京の都 쿄노미야코[*]), 교, 교토가 도시 고유 명사처럼 정착했다.

### 교토와 뤄양
예로부터 교토는 중국 고대 왕조 수도였던 낙양(洛陽)에 빗대어 교라쿠(京洛), 라쿠추(洛中), 라쿠요(洛陽)라고 하였다. 헤이안쿄를 동서로 나누어 서측 우경(右京)을 장안(長安), 동측 좌경(左京)을 낙양이라고 불렀다. 우경인 장안은 습지대가 많아서 시가지를 좌경인 낙양에 형성했기 때문에 교토를 낙양이라고 부르게 되었다. 교토에 가는 것을 상경(上京, 현재는 도쿄를 지칭), 상락(上洛)이라고 말하였다. 오늘날에도 라쿠난(洛南)·라쿠호쿠(洛北)·라쿠사이(洛西)·라쿠토(洛東)라는 명칭을 사용하고 있다. 도쿄를 포함하여 교토 이외 지방에서 교토로 가는 것을 상락(上洛), 입락(入洛)이라고 표현한다.

## 역사

### 헤이안 시대

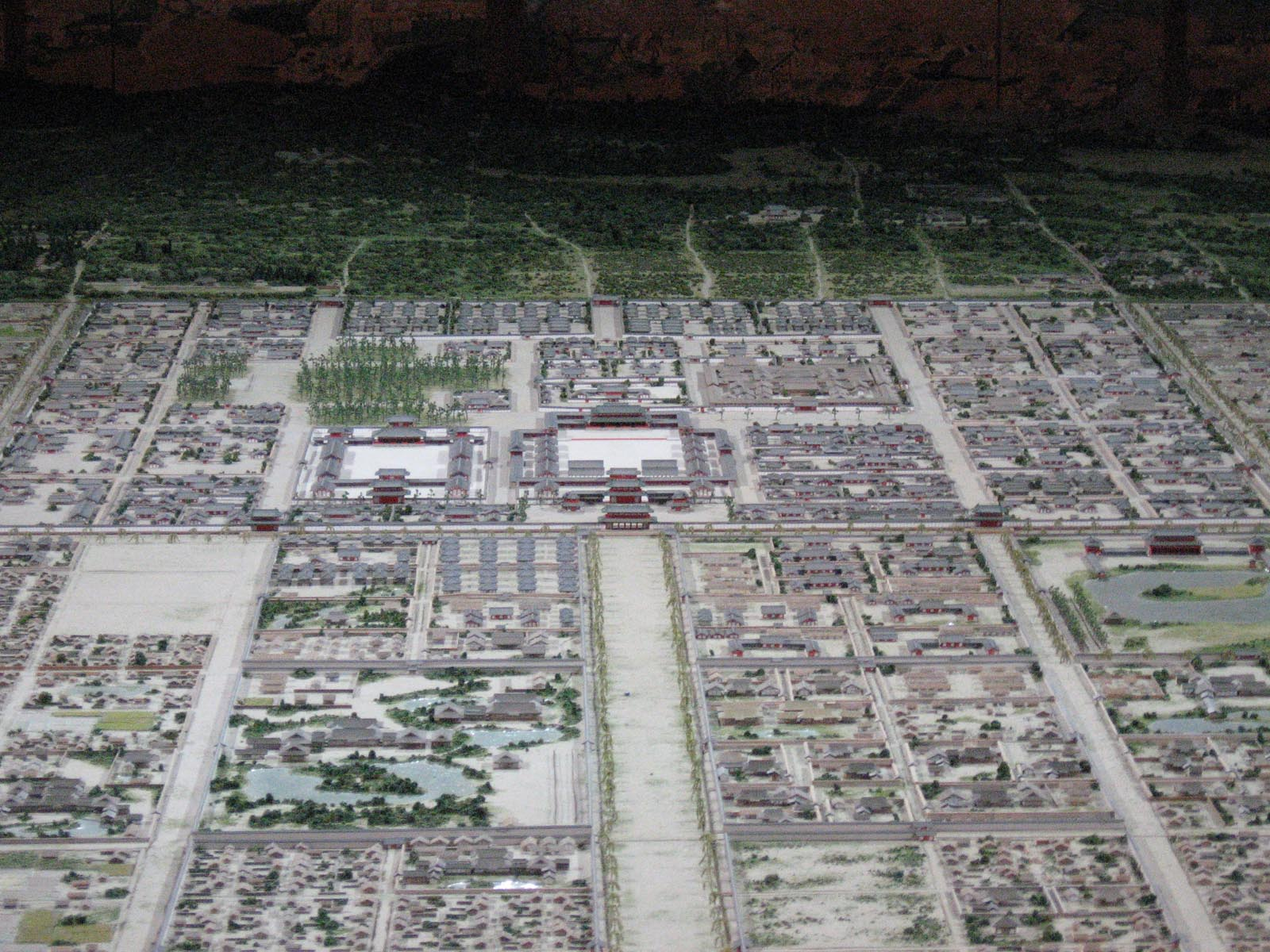
헤이안쿄의 다이다이리와 주작대로

간무 천황은 784년(엔랴쿠 3년) 야마시로국의 나가오카(長岡)로 수도를 옮겼다. 그러나 나가오카쿄(長岡京)의 조영은 건설 책임자인 후지와라노 다네쓰구(藤原種継)가 암살당해서 진전을 보지 못하였기 때문에, 와케노 기요마로(和氣淸麻呂)의 건의를 받아들여 794년(엔랴쿠 13년)에 가도노 군(葛野郡)의 한 지역으로 수도를 옮기고서 헤이안쿄라 하였다.
오늘날 교토부 교토시 중심부에 해당하는 헤이안쿄는 중국의 풍수에 따라 설계한 도시이며, 사방이 산으로 둘러싸여 동쪽의 가모가와강(鴨川)과 서쪽의 가쓰라가와강(桂川)이 남쪽으로 흐르고 있다. 중국 장안성을 모방하여 동서 4.5km, 남북 5.2km의 장방형으로 구획했으며, 북단 중앙에 궁성인 다이다이리(大内裏)를 설치하였고, 시가 중심에는 주작대로(朱雀大路)를 두어 대로 좌우에 좌경(左京)과 우경(右京)을 두었다. 헤이안 시대 율령제가 형해화되면서 점차 본래 영역에서 벗어나 가모가와강과 다이다이리(大内裏)·어소(御所)를 중심으로 도시가 발전하였다.
1180년(지쇼 4년)에 다이라노 기요모리(平清盛)는 반헤이시 세력에 대항하고자 교토를 떠나 후쿠하라(福原)로 천도를 단행하였지만 귀족들 반발로 무산되었다.

### 가마쿠라 시대
가마쿠라 시대에도 교토의 조정은 정치 기능을 발휘하고 있었지만, 가마쿠라도노(鎌倉殿) 미나모토노 요리토모(源頼朝)가 1185년(분지 원년)에 슈고(守護)와 지토(地頭)를 임명하는 칙허를 얻어 일본 전역에 대한 지배권을 강화하면서 교토는 상대적으로 경제 도시 성격을 강화하게 된다. 1221년(조큐 3년)에 조큐의 난(承久の乱)을 계기로 조정에 대한 막부의 우위가 증명되어 가마쿠라 막부는 교토에 로쿠하라 단다이(六波羅探題)를 설치하여 조정의 감시와 교토의 치안 유지를 담당하게 한다. 가마쿠라 시대 말기 고다이고 천황의 토막(討幕) 운동에 동조한 아시카가 다카우지(足利尊氏)가 교토를 공격하여 로쿠하라 단다이를 멸하였고, 유배되었다가 교토로 귀환한 고다이고 천황이 겐무 신정을 실시했다.

### 무로마치 시대
1336년(겐무 3년)에 아시카가 다카우지가 고묘 천황을 옹립하여 북조를 수립한 뒤 무로마치 막부를 개창하였고, 고다이고 천황은 요시노에 남조를 수립하면서 왕조는 둘로 분열되었다. 남북조 시대에 교토 쟁탈전이 벌어져 남조에 의한 교토 점령이 4차례 행해졌지만 모두 단기간으로 아시카가 군에 의하여 격퇴되었다. 남조가 쇠퇴하고 무로마치 시대에 교토는 무로마치 막부가 교토에 설치되면서 정치 도시로서의 기능이 부활하였다. 1392년(메이토쿠 3년)에 남북조를 통일한 3대 쇼군 아시카가 요시미쓰(足利義満)는 쇼군의 저택을 교토의 무로마치(室町)로 옮겼기 때문에 무로마치도노(室町殿)라고도 불렸으며 이후에 아시카가 가문의 쇼군을 가리키는 일반적인 호칭으로 정착되었다.

### 센고쿠·아즈치모모야마 시대
1467년(오닌 원년)에 쇼군의 후계자 문제 등으로 발생한 오닌의 난(応仁の乱)으로 이 전란의 주요 전쟁터였던 교토는 그 대부분이 황폐화되었다. 교토는 오다 노부나가(織田信長)와 도요토미 히데요시(豊臣秀吉)의 보호로 다시 부흥하였으며, 특히 히데요시는 주라쿠 다이(聚楽第)의 건설, 다이리(内裏)의 수리 등 대규모의 도시 개조를 단행하였다.

### 에도 시대

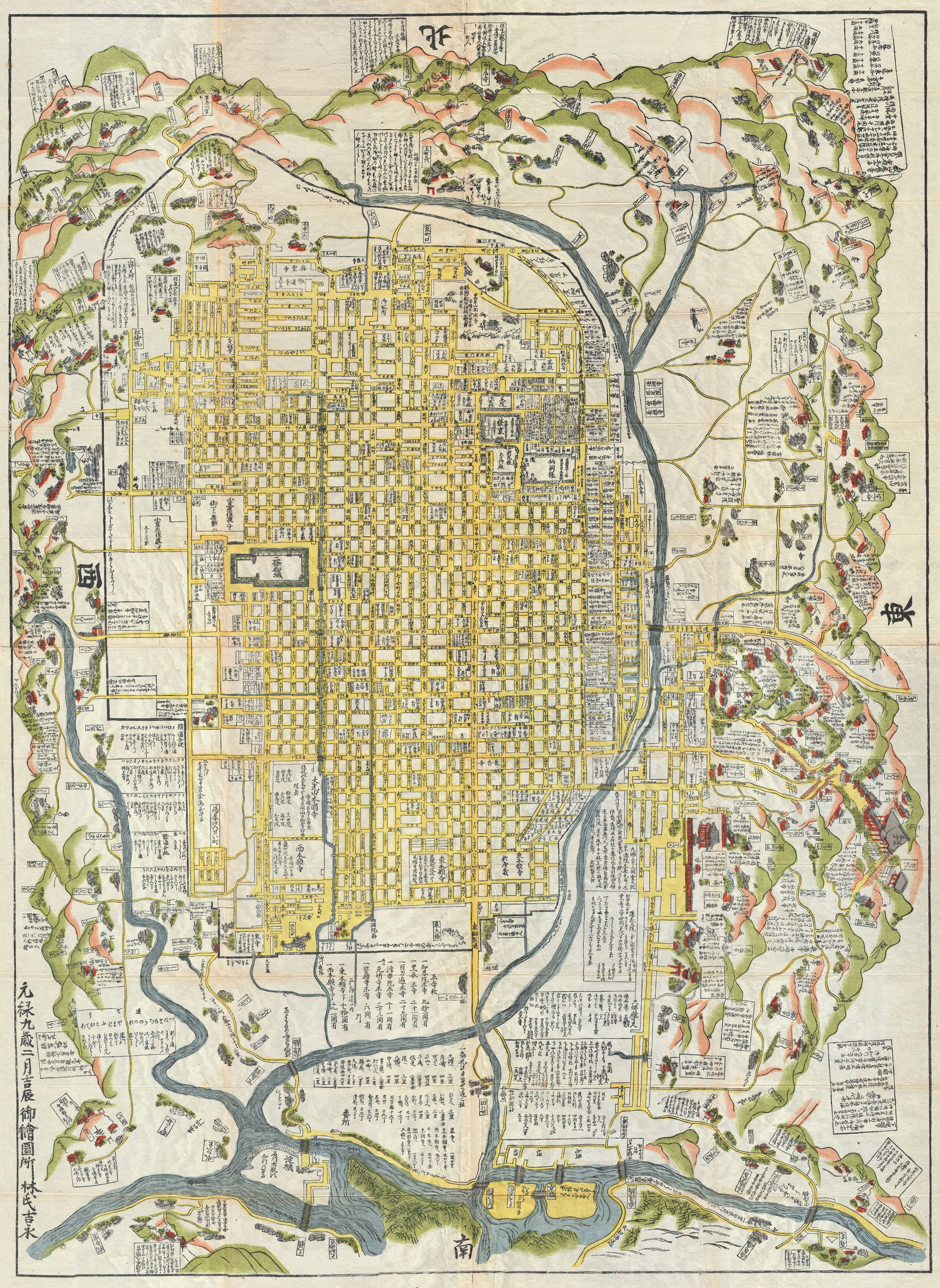
17세기 교토 지도

1603년(게이쵸 8년) 3월 24일에 도쿠가와 이에야스(徳川家康)가 세이이타이쇼군(征夷大將軍)에 임명되면서 에도 막부의 탄생과 함께 정치의 중추가 에도(江戸)로 옮겨졌다. 그러나 교토가 수도인 것에는 변화가 없었고, 교토에는 막부의 거점으로서 니조성(二条城)이 축조되었다. 교토는 문화와 공예의 중심지로서 인구가 50만명을 넘기며 정치의 중심지 에도나, 경제의 중심지 오사카에 뒤를 잇는 도시로서 번영하였다. 에도 막부는 교토쇼시다이(京都所司代), 교토마치부교(京都町奉行)를 설치하고 직할에 두었다.

### 메이지 시대
1867년(게이오 3년) 11월 9일에 대정봉환(大政奉還)에 의하여 통치권이 막부로부터 교토의 조정으로 반납되어 신정부가 탄생하였다. 1868년(메이지 원년)에 교토에 교토부(京都府)가 설치되었다. 1868년 7월 17일(서력 9월 3일)에 메이지 천황은 에도를 도쿄(東京)로 개칭하는 조서를 발표하고, 같은 해 10월 13일에 에도 성에 입성하였다. 12월에 교토로 돌아갔다가 1869년(메이지 2년) 봄에 다시 도쿄로 돌아왔다(도쿄 행행). 이후 교토로의 환행은 연기되었고 메이지 천황은 1877년(메이지 10년)에 교토 어소(京都御所)의 보존을 명하였다.
1879년(메이지 12년)에 군구정촌편제법(郡区町村編制法)에 의하여 교토에 가미교구(上京区)와 시모교구(下京区)의 2구가 설치되었고, 1889년(메이지 22년)에는 가미교 구와 시모교 구는 부 관할하의 교토시가 되었다. 오늘날의 교토 시는 후시미 시를 시작으로 주변 지역을 편입하였기 때문에 에도 시대 이전의 전통적인 교토의 범위는 현재의 교토 시내의 일부에 지나지 않는다.

## 라쿠츄·라쿠가이·교츄
헤이안쿄의 무렵부터 이후 교토의 기초가 되는 좌경(左京)은 중국의 뤄양에 빗대어 라쿠요라고 불렀으며 훗날 우경(右京)이 버려지자 시내(즉 좌경)를 라쿠츄(洛中), 외측을 변토(邊土), 이후에 라쿠가이(洛外)라고 불렀지만 구체적인 정의는 애매하다.

## 같이 보기
- 교토부
- 교토시
- 헤이안쿄
- 일본의 수도